# Rhyzeliusgården

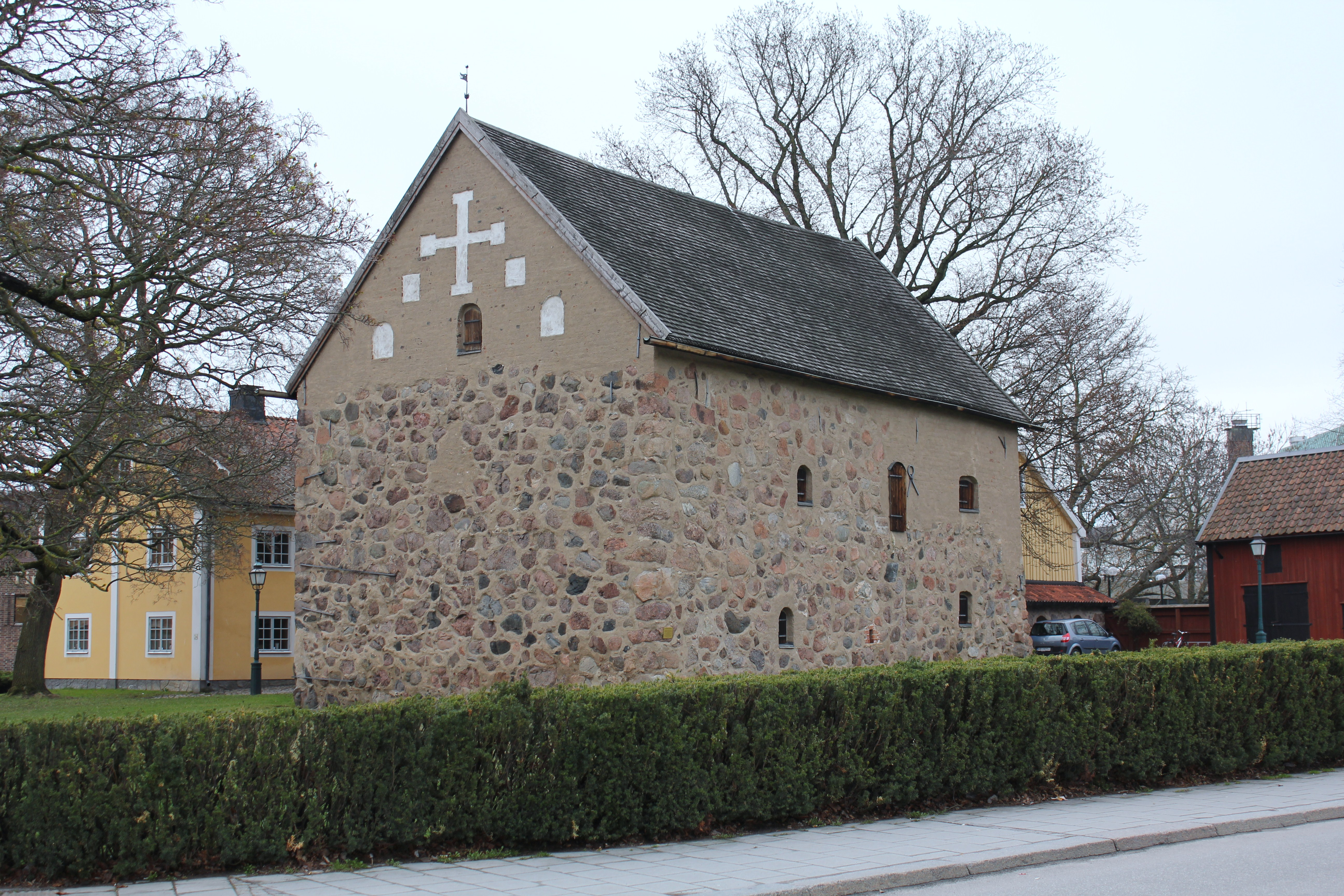
Stenhuset på Rhyzeliusgården (2012)

Rhyzeliusgården, tidigare även kallat Klostret, är en stadsgård med en bevarad medeltida stenbyggnad i kvarteret Absalon i centrala Linköping.

## Medeltida historia
Stenhuset utgjorde ursprungligen huvudbyggnad i en residensgård som hörde till Allhelgonaprebendet, Omnium Sanctorum, vid Linköpings domkyrka. Prebendet grundades 1251 i samband med kung Valdemar Birgerssons kröning i domkyrkan. Redan då donationen gjordes skänktes en gård i Linköping till prebende. Om det redan då handlade om gården på samma plats som senare så bör det vara en av Linköpings äldsta gårdar, äldre än den egentliga stadsbebyggelsen. Huset byggdes förmodligen vid 1300-talets slut, vid en tid då kanikerna vid domkyrkan flyttade in till staden från sina gårdar som tidigare legat på landet. Stenhusen utgjorde undantag i en tid då städerna bestod nästan helt av träbebyggelse, de kan vad beträffar materialval och utformning sägas utgöra små motsvarigheter till lantliga adelsgårdar. I Linköping har de funnits minst ett 20-tal sådana gårdar med stenhus som haft anknytning till domkyrkan, placerade i en krans öster om domkyrkan. Idag utgör stenhuset på Rhyzeliusgården och den så kallade Stenhusgården, samt några källare, de bevarade resterna.
Stenhuset bestod ursprungligen av en våning med källare. Senare byggdes byggdes huset ut så det blev lite mer än dubbelt så stort och det fick dessutom ytterligare en våning (samt en hög vind). Huset smyckades med trappstensgavlar och blinderingar i gavelfälten. Dessutom fick fönstren nya järnluckor som har precis samma utformning som luckorna till sakramentsskåpen i domkyrkan. De luckorna är daterade till omkring år 1500, därför är det troligt att utbyggnaden av stenhuset ägde rum ungefär då. Kring det stora stenhuset har det funnits andra byggnader i trä och ytterligare en stenbyggnad, den är nu delvis inbyggd i ett av husen från 1700-talet. De medeltida husen var grupperade kring, och vände sig med sina ingångar mot, en gårdsplan. På husets baksida, mot gatan, finns en öppning för ett privet.

## Senare historia
Efter reformationen, då biskopen fråntagits biskopsborgen, nuvarande Linköpings slott, blev Allhelgonagården istället den nya biskopsgården. Från 1592 användes den som domprostgård. Från 1600-talet finns det uppgifter om att det funnits ekonomibyggnader både öster och väster om stenhuset. Domprosten använde då stenhuset som magasin. I början på 1700-talets byggde domprosten Anders Rhyzelius de bevarade träbyggnaderna. Efter honom fick gården också sitt namn. Efter tiden som domprostbostad har byggnaden fungerat som spannmålsmagasin och materialbod, idag används byggnaden av Östergötlands museum som museum för kyrklig stenskulptur.
Fram till 1900-talets slut trodde man att Linköpings franciskankonvent hade legat norr om domkyrkan på platsen för den nuvarande biskopsgården, och att stenhuset på Rhyzeliusgården ursprungligen också skulle ha varit en del av den anläggningen, uppgifter som hade sitt ursprung i skrifter utgivna av domprosten Rhyzelius på 1700-talet. Som en följd därav fick stenhuset i folkmun benämningen "Klostret".